# Ilona Maňasová
Ilona Maňasová (* 15. srpna 1989, Zlín) je česká zpěvačka a herečka.

## Studium
Po dokončení základní školy Slavičín studovala na Gymnáziu Zlín - Lesní čtvrť. Ve Zlíně také studovala herectví na Zlínské soukromé vyšší odborné škole umění, o.p.s. Poté absolvovala zpěv na Pražské konzervatoři.

## Praxe
Hereckou praxi zahájila v Městském divadle Zlín a v současnosti hraje v pražských muzikálech:

### Aktuální inscenace
Hudební divadlo Karlín
- Čas růží (Petr Novotný) – maminka, zpěvačka, vokalistka

Divadlo Kalich
- Srdcový král (Šimon Caban) – Sylvia, barmanka

Divadlo Hybernia
- Mamma mia! (Antonín Procházka) – Ali, kamarádka Sophie

Divadlo Broadway
- Mýdlový princ (Radek Balaš) – pošťačka, Ruska

Divadlo Hybernia
- Sibyla – královna ze Sáby (Radek Balaš) – Akiba, manželka Šalamouna

Tour TicketArt Production
- Madagaskar – muzikálové dobrodružství (Petra Parvoničová) – Dobromila Kladivonosová, lemur, steak

### Neaktuální inscenace
Divadlo Broadway:
- Adéla ještě nevečeřela (Radek Balaš) – vypravěčka

Divadlo Hybernia:
- Antoinetta, královna Francie (Radek Balaš) - komorná Antoinetty

- Ferda Mravenec (Libor Vaculík) – beruška, mravenec

Divadlo na Vinohradech:
- Jak udělat kariéru (Radek Balaš) – Messenger, Ashlyn, sekretářka

Městské divadlo Zlín:
- Eva tropí hlouposti (Hana Mikolášková) – tanečnice
- Rok na vsi (J. A. Pitínský) – děvečka, jeptiška
- Krása na scéně (Pavel Khek) – kurtizána
- Ondina (Adam Doležal) – rusalka, Venuše

Divadlo Mandragora:
- Všechno je jinak, člověče! (autorská tvorba) – Žlutá, Zelená, Modrá
- Šach (autorská tvorba) – Královna
- Mazánek (Pavel Gejguš) – Knedlík, Zuta, Tetinka
- Cesta do Konostrova (Jakub Cír) – Garamouche
- Hra s ohněm (Jitka Vrbková) – uklízečka

Dětská představení:
- Hagbanino prokletí (Martin Bujárek) – paní Trotterová
- Frankie a já (Martin Bujárek) – učitelka Zubatá

## Hudba
Na základní škole chodila do sboru a na soukromé hodiny zpěvu. Byla součástí projektu AquaBabes 2015 s písní "Čistá jako láska". Koncertuje sólově s popovým a chansonovým repertoárem či s alternativní kapelou Bändy. V současnosti je členkou dívčího tria Free Budget spolu s Markétou Martiníkovou a Sabinou Olijve.
YouTube:
- As Pure As Me

- Fénix feat. DeeThane
- Čas feat. DeeThane, Seven, Stewe